# Ceratina paulyi
Ceratina paulyi är en biart som först beskrevs av Daly 1988.  Ceratina paulyi ingår i släktet märgbin, och familjen långtungebin. Inga underarter finns listade i Catalogue of Life.